# 再分配

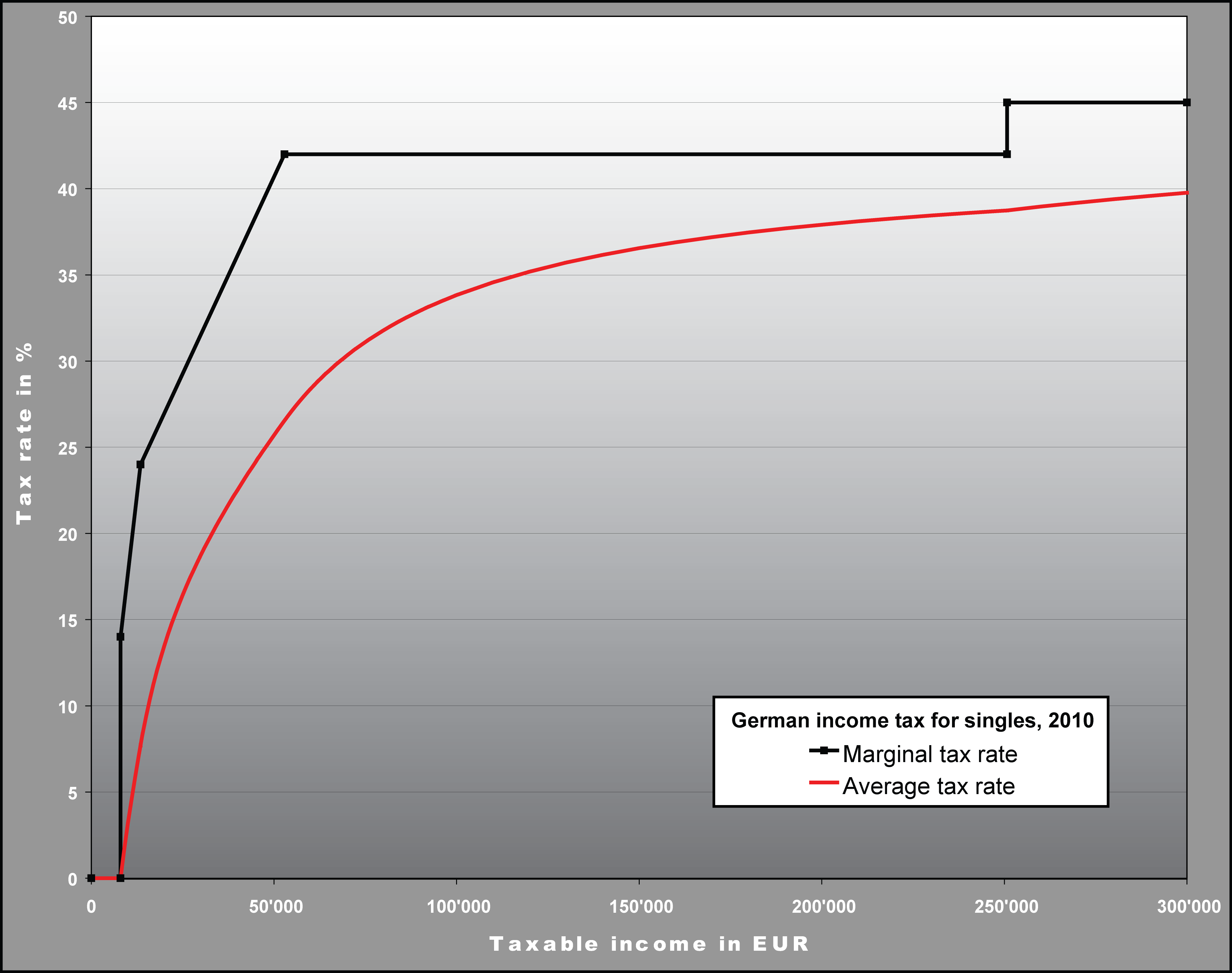
上图为德国实行的累進稅率对于不同收入群体的税率展示，累进税制下富人会支付跟高税率，从而增加税收总额度以支出政府运作。一些人认为其对于财富再分配非常重要。

社会财富和收入的再分配（英語：Redistribution of income and wealth），涵盖收入再分配和财富再分配两方面，简作社会再分配或者再分配，是指通过税收、慈善、社会福利、公共服务、土地改革以及没收财富、离婚财产分割等手段将收入和财富（包括实体财产）从某些个人手中转移到其他人手中。
这一术语尤指经济体层面而非特定个人间的再分配。基于个人立场、政治意识形态和数据运用的不同，对再分配的解读也不一而足。“再分配”也常见于政治领域，大多数情况指将较富足人群的资源再分配到较困窘人群手中；但也有意思相反的再分配，用以那些导致富人将财务负担转嫁到较低收入群体的法律或政策。再分配也常常和“阶级斗争”联系在一起，而在阶级斗争中高收入者和富人往往扮演着“不公平和社会歧视的受害者”。
在税收领域，再分配又常常和预分配混淆：预分配是指，国家应在初次分配发生前首要保障收入分配的平等性，而不是通过收入和福利等手段事后再进行再分配调控。预分配的例子有国家规定企业应该支付的維生工資，而不仅仅是最低工资，以应对贫富差距拉大及恶性贫困问题。许多替代性税收体系政策仅仅停留在草案阶段，在政治上难以改变现状，其中一个著名的例子就是巴菲特的富人税，巴菲特提出的税收制度是包含许多同类系统设计的复合系统，设计旨在消除一些特殊利益集体在现行税收中占据的优势地位。
在道德和经济领域，再分配制度的效用经常受到讨论，讨论涵盖了合理性分析、政策目标、政策方法以及有效性等方面。